# Пам'ятки історії Лебединського району
У Лебединському районі Сумської області на обліку перебуває 86 пам'яток історії.
| №  | Назва | Охоронний номер | Місце                                                                       |
| -- | --- | --------------- | --------------------------------------------------------------------------- |
| 1  | Братська могила радянських воїнів | 576             | с. Байрак, Михайлівська сільрада, центр                                     |
| 2  | Братська могила радянських воїнів, серед яких похований Сергеєв О. М. — Герой Радянського Союзу та пам'ятник воїнам-землякам            | 575             | с. Бишкінь, центр сільради, вул. Будівельна                                 |
| 3  | Братська могила радянських воїнів та пам'ятник воїнам-землякам                                                                          | 574             | с. Боброве, Кам'янська сільрада, центр                                      |
| 4  | Братська могила радянських воїнів та пам'ятник воїнам-землякам                                                                          | 573             | с. Боровенька, центр сільради, центр села                                   |
| 5  | Братська могила радянських воїнів, партизанів та пам'ятник воїнам-землякам                                                              | 572             | с. Будилка, центр сільради, центр села                                      |
| 6  | Братська могила радянських воїнів, партизанів та пам'ятник воїнам-землякам                                                              | 581             | с. Василівка, центр сільради, біля школи                                    |
| 7  | Братська могила радянських воїнів та пам'ятник воїнам-землякам                                                                          | 579             | с. Великий Вистороп, центр сільради, центр села                             |
| 8  | Братська могила радянських воїнів та партизанів                                                                                         | 577             | с. Великий Вистороп, центр сільради, кладовище                              |
| 9  | Місце дислокації партизанів з'єднання Наумова М. І.                                                                                     | 1894            | с. Великий Вистороп, околиця села по автодорозі Лебедин — Великий Вистороп  |
| 10 | Братська могила радянських воїнів | 580             | с. Влізьки, Московськобобрицька сільрада, центр                             |
| 11 | Братська могила радянських воїнів, партизанів та пам'ятник воїнам-землякам                                                              | 578             | с. Ворожба, центр сільради, центр села                                      |
| 12 | Місце визволення радянських військовополонених партизанами з'єднання Наумова М. І.                                                      | 565             | с. Ворожба, центр сільради, сад школи № 3                                   |
| 13 | Могила Пальчика О. М., який загинув у Афганістані                                                                                       |                 | с. Ворожба, центр сільради, кладовище                                       |
| 14 | Братська могила радянських воїнів | 583             | с. Галушки, Підопригорівська сільрада, центр села                           |
| 15 | Братська могила радянських воїнів та пам'ятник воїнам-землякам                                                                          | 582             | с. Гарбузівка, центр сільради, центр села                                   |
| 16 | Братська могила радянських воїнів та Боровик Г. П. — підпільниця                                                                        | 585             | с. Гірки, Пристайлівська сільрада, центр села                               |
| 17 | Братська могила радянських воїнів | 586             | с. Голубівка, центр сільради, центр села                                    |
| 18 | Братська могила радянських воїнів |                 | с. Грамине, Голубівська сільрада, кладовище                                 |
| 19 | Могила радянського воїна |                 | с. Грамине, Голубівська сільрада, кладовище                                 |
| 20 | Братська могила радянських воїнів | 610             | с. Гринцеве, центр сільради, центр села                                     |
| 21 | Братська могила радянських воїнів | 584             | с. Грунь, Катеринівська сільрада, центр села                                |
| 22 | Могила радянського воїна -рядового Лебедєва П. К.                                                                                       |                 | с. Деркачі, Голубівська сільрада, поблизу села                              |
| 23 | Братська могила радянських воїнів | 587             | с. Дмитрівка, Голубівська сільрада, центр                                   |
| 24 | Братська могила радянських воїнів та пам'ятник воїнам-землякам                                                                          | 588             | с. Зелений Гай, Кам'янська сільрада, біля початкової школи                  |
| 25 | Братська могила радянських воїнів та пам'ятник воїнам-землякам                                                                          | 593             | с. Калюжне, центр сільради, центр села                                      |
| 26 | Братська могила радянських воїнів та пам'ятник воїнам-землякам                                                                          | 594             | с. Кам'яне, центр сільради, центр села                                      |
| 27 | Могила Некипілого М. І., який загинув у Афганістані                                                                                     |                 | с. Кам'яне, центр сільради, кладовище                                       |
| 28 | Братська могила радянських воїнів та пам'ятник воїнам-землякам                                                                          | 591             | с. Катеринівка, центр сільради, центр села                                  |
| 29 | Братська могила радянських воїнів, серед яких похований Безкоровайний М. — юний патріот                                                 | 634             | с. Кулики, Курганська сільрада, кладовище                                   |
| 30 | Братська могила радянських воїнів та партизанів                                                                                         | 595             | с. Куличка, Будильська сільрада, центр села                                 |
| 31 | Братська могила Бабича Т. — партизана часів громадянської війни та його братів — сільських активістів                                   | 592             | с. Курган, центр сільради, кладовище                                        |
| 32 | Братська могила радянських воїнів та пам'ятник воїнам-землякам                                                                          | 589             | с. Курган, центр сільради, центр села                                       |
| 33 | Братська могила радянських воїнів | 590             | с. Курган, центр сільради, гора «Курган»                                    |
| 34 | Могила Железного А. Є. — активного учасника громадянської війни та колгоспного руху                                                     | 633             | с. Курилівка, Рябушківська сільрада, центр села                             |
| 35 | Братська могила радянських воїнів | 597             | с. Курилівка, Рябушківська сільрада, центр села                             |
| 36 | Братська могила радянських воїнів | 598             | с. Лифине, Ворожбянська сільрада, центр села                                |
| 37 | Будинок, в якому перебував Шевченко Т. Г.                                                                                               | 642             | с. Лифине, Ворожбянська сільрада, центр                                     |
| 38 | Братська могила радянських воїнів, партизанів та пам'ятник воїнам-землякам                                                              | 603             | с. Малий Вистороп, центр сільради, центр села                               |
| 39 | Братська могила радянських воїнів, партизанів та жертв фашизму                                                                          | 601             | с. Малий Вистороп, центр сільради, кладовище                                |
| 40 | Братська могила радянських воїнів | 602             | с. Малий Вистороп, центр сільради, біля технікуму                           |
| 41 | Танк Т-34, встановлений на честь 3-ї гвардійської армії                                                                                 | 638             | с. Малий Вистороп, центр сільради, подвір'я технікуму                       |
| 42 | Могила Нестеренка М. М., який загинув у Афганістані                                                                                     |                 | с. Малий Вистороп, центр сільради, кладовище                                |
| 43 | Братська могила учасників громадянської війни                                                                                           | 604             | с. Межиріч, центр сільради, центр села                                      |
| 44 | Місце загибелі Лисянського І. І. — члена Всеукраїнського ЦК незаможних селян, голови КНС Межирицької волосної ради та його дружини      | 564             | с. Межиріч, центр сільради, вул. Лисянського                                |
| 45 | Братська могила радянських воїнів | 607             | с. Межиріч, центр сільради, біля школи                                      |
| 46 | Братська могила радянських воїнів, жертв фашизму та пам'ятник воїнам-землякам                                                           | 608             | с. Межиріч, центр сільради, центр села                                      |
| 47 | Могила Карапуза О. Д., який загинув у Афганістані                                                                                       |                 | с. Межиріч, центр сільради, кладовище                                       |
| 48 | Братська могила радянських воїнів | 600             | с. Михайлівка, центр сільради, Гора Бойової слави                           |
| 49 | Братська могила радянських воїнів та пам'ятник воїнам-землякам                                                                          | 599             | с. Михайлівка, центр сільради, центр села                                   |
| 50 | Могила Трихліба О. І., який загинув у Афганістані                                                                                       |                 | с. Михайлівка, центр сільради, кладовище                                    |
| 51 | Могила Древаля С. О., який загинув у Афганістані                                                                                        |                 | с. Михайлівка, центр сільради, кладовище                                    |
| 52 | Братська могила радянських воїнів та пам'ятник воїнам-землякам                                                                          | 605             | с. Московський Бобрик, центр сільради, центр села                           |
| 53 | Братська могила Козика П. В. і Козика Є. П. — партизанів                                                                                | 696             | с. Московський Бобрик, центр сільради, кладовище                            |
| 54 | Могила Голубенка М. В., який загинув у Афганістані                                                                                      |                 | с. Московський Бобрик, центр сільради, кладовище                            |
| 55 | Братська могила радянських воїнів та пам'ятник воїнам-землякам                                                                          | 609             | с. Олександрівка, Курганська сільрада, центр села                           |
| 56 | Братська могила радянських воїнів та пам'ятник воїнам-землякам                                                                          | 612             | с. Павленкове, центр сільради, біля церкви                                  |
| 57 | Братська могила Цимбал І. О. та Цимбал М. П. — подружжя патріотів-підпільників                                                          | 1520            | с. Павленкове, центр сільради, біля церкви                                  |
| 58 | Могила Панченка А. І., який загинув у Афганістані                                                                                       |                 | с. Панченки, Гарбузівська сільрада, кладовище                               |
| 59 | Братська могила радянських воїнів |                 | с. Пашкине, Московськобобрицька сільрада, кладовище                         |
| 60 | Братська могила радянських воїнів | 614             | с. Першотравневе, Михайлівська сільрада, центр села                         |
| 61 | Братська могила радянських воїнів | 613             | с. Підопригори, центр сільради, центр села                                  |
| 62 | Братська могила радянських воїнів та пам'ятник воїнам-землякам                                                                          | 611             | с. Пристайлове, центр сільради, центр села                                  |
| 63 | Братська могила радянських воїнів | 619             | с. Радянське, Павленківська сільрада, центр села                            |
| 64 | Братська могила радянських воїнів | 616             | с. Ревки, Бишкінська сільрада, подвір'я школи                               |
| 65 | Місце бою партизанського загону Карпова К. Г.                                                                                           | 639             | с. Ревки, Бишкінська сільрада, центр села                                   |
| 66 | Могила Ковалевський С. М., який загинув у Афганістані                                                                                   |                 | с. Ревки, Бишкінська сільрада, кладовище                                    |
| 67 | Братська могила радянських воїнів, партизанів та пам'ятник воїнам-землякам                                                              | 618             | с. Рябушки, центр сільради, центр села                                      |
| 68 | Братська могила радянських воїнів | 617             | с. Рябушки, центр сільради, біля школи                                      |
| 69 | Могила радянського воїна | 1828            | с. Рябушки, центр сільради, кладовище                                       |
| 70 | Місце останнього бою партизанського загону Карпова К. Г.                                                                                | 621             | с. Селище, Будильська сільрада, центр села                                  |
| 71 | Місце гибелі сім'ї ФроловаХ. М. — керівника Лебединського партизанського загону під час громадянської війни                             | 636             | с. Семенівка, Боровеньківська сільрада, центр села                          |
| 72 | Місце розстрілу Клюшника В. — партизана та його помічників                                                                              | 562             | с. Ситники, Гарбузівська сільрада, на місці спаленого фашистами х. Клюшники |
| 73 | Братська могила КлюшникаВ. — партизана та його помічників                                                                               | 635             | с. Ситники, Гарбузівська сільрада, кладовище                                |
| 74 | Братська могила радянських воїнів та пам'ятник воїнам-землякам                                                                          | 623             | с. Сіробабине, Голубівська сільрада, центр села                             |
| 75 | Братська могила радянських воїнів | 620             | с. Стеблянки, Гарбузівська сільрада, центр села                             |
| 76 | Місце першого бою Лебединського партизанського загону Карпова К. Г.                                                                     | 561             | с. Стеблянки, Гарбузівська сільрада, біля дороги Лебедин — Малий Вистороп   |
| 77 | Братська могила радянських воїнів | 622             | с. Степне, Михайлівська сільрада, центр села                                |
| 78 | Могила радянського воїна |                 | с. Філонівщина, Голубівська сільрада, кладовище                             |
| 79 | Братська могила борців за встановлення радянської влади                                                                                 | 626             | с. Червлене, центр сільради, кладовище                                      |
| 80 | Братська могила радянських воїнів та жертв фашизму                                                                                      | 625             | с. Червлене, центр сільради, Ковальська гора                                |
| 81 | Братська могила радянських воїнів та пам'ятник воїнам-землякам                                                                          | 627             | с. Червлене, центр сільради, центр села                                     |
| 82 | Могила Бухонька В. П., який загинув у Афганістані                                                                                       |                 | с. Червлене, центр сільради, кладовище                                      |
| 83 | Могила радянського воїна |                 | с. Шевченкове, Пристайлівська сільрада, кладовище                           |
| 84 | Могила радянського воїна -Похльобіна М. П.                                                                                              |                 | с. Шевченкове, Пристайлівська сільрада, кладовище                           |
| 85 | Братська могила радянських воїнів та пам'ятник воїнам-землякам                                                                          | 629             | с. Штепівка, центр сільради, центр села                                     |
| 86 | Танк Т-34, встановлений на честь нанесеного тут радянськими військами контрудару по німецьким окупантам 30 вересня — 3 жовтня 1941 року | 563             | с. Штепівка, центр сільради, біля автодороги Суми — Київ                    |
|    | |                 |                                                                             |